# Conte di Selkirk
Conte di Selkirk è un titolo della Parìa di Scozia creato nel 1646 per William Douglas-Hamilton, duca di Hamilton.

## Storia

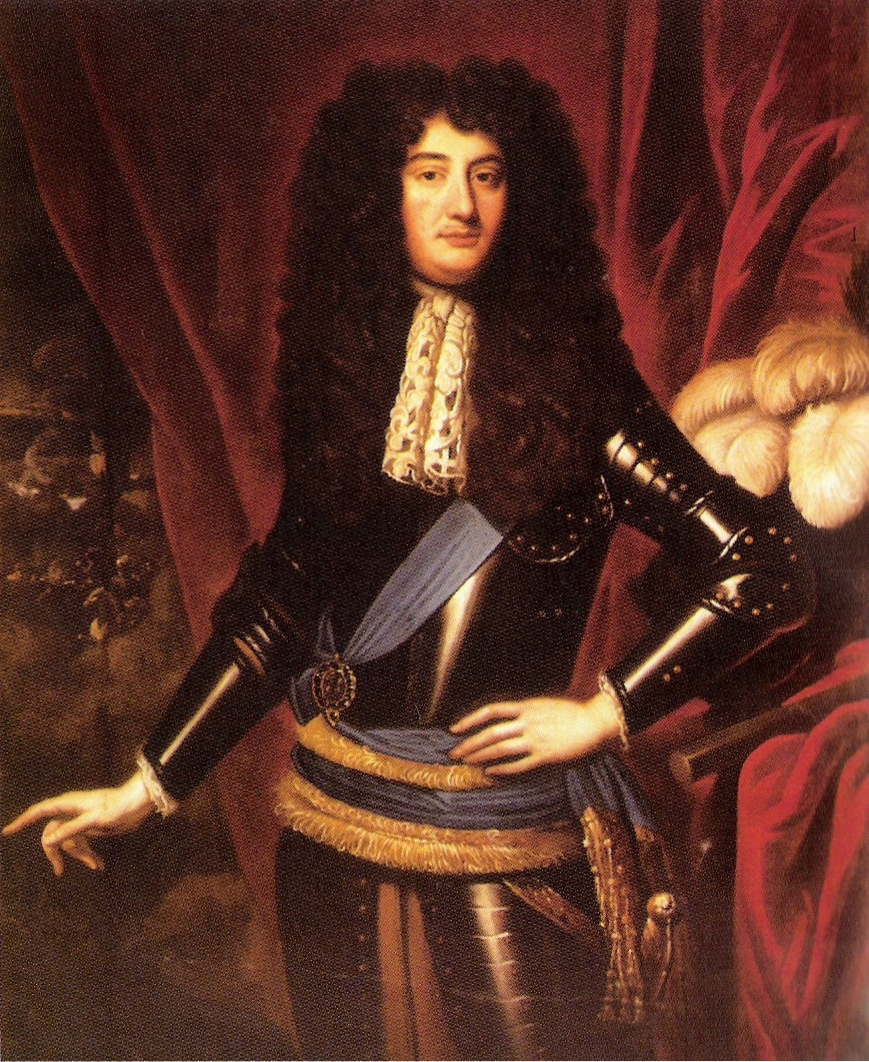
Il I conte di Selkirk

Il titolo venne creato il 4 agosto 1646 per Lord William Douglas, terzo figlio di William Douglas, I marchese di Douglas, assieme al titolo di Lord Daer e Shortcleuch. Questi sposò Anne Hamilton, III duchessa di Hamilton, il 29 aprile 1656, e nel 1660 egli assunse il cognome "Hamilton" e venne creato Duca di Hamilton iure uxorio a vita come era pratica comune nella parìa scozzese.
Il 6 ottobre 1688, il nuovo duca di Hamilton rimise i suoi titoli alla corona e questi vennero riconcessi al suo figlio terzogenito (secondo dei sopravvissuti), Lord Charles Hamilton, che divenne quindi II conte di Selkirk, e cambiò il proprio cognome in "Douglas".
Questo novodamus fu un caso unico e produsse alcuni effetti:
1. il titolo di conte sarebbe passato per via maschile ai figli minori del I conte prima che agli eredi del figlio primogenito (che difatti per parte di madre figurava come erede del ducato di Hamilton);
2. se la persona che fosse in diritto di ereditare il titolo fosse già divenuto Duca di Hamilton (o ne ereditasse contestualmente il titolo), il titolo sarebbe passato al fratello minore;
3. se il titolo fosse di diritto passato al duca di Hamilton in carica (perché un conte di Selkirk fosse succeduto di diritto al ducato di Hamilton o perché un conte di Selkirk fosse chiamato ad agire in vece del duca di Hamilton in carica dal momento che questi non avesse fratelli minori), i titoli alla morte del duca sarebbero passati al suo figlio secondogenito;
4. secondo i punti 2 o 3, se i titoli fossero passati a un fratello o figlio minori del titolare, essi verrebbero trasmessi ai loro figli maschi alla loro morte; ma
5. se le linee di un figlio o fratello minori si fossero estinte, il titolo non sarebbe passato ai loro fratelli minori ed ai rispettivi eredi maschi, ma invece sarebbe tornato alla linea principale.[3]

Questo fatto esclusivo è forse all'origine di una tipica danza scozzese, la Hamilton House.
Il II conte morì senza eredi nel 1739 e suo fratello minore, John Hamilton, I conte di Ruglen (che era stato creato a questo titolo il 14 aprile 1697), gli succedette come III conte. Egli sopravvisse a suo figlio ed erede e quando morì nel 1744 la contea di Ruglen ed i suoi titoli sussidiari passarono a sua figlia Anne Douglas, contessa di March, ed alla morte di questa nel 1748 a William Douglas, III conte di March (poi IV duca di Queensberry).
La contea di Selkirk ed i suoi titoli sussidiari, essendo limitati agli eredi maschi, passarono Dunbar Hamilton, nipote di Lord Basil Hamilton, figlio sestogenito del I conte. Succedendo come IV conte, cambiò il proprio cognome in "Douglas". Alla sua morte nel 1799, egli venne succeduto da suo figlio, Thomas Douglas, Lord Daer, il quale venne succeduto nel 1820 dal figlio Dunbar Douglas, Lord Daer.
Alla morte di quest'ultimo nel 1885, terminarono gli eredi maschi del figlio minore del I conte. L'erede di titolo sarebbe stato William Douglas-Hamilton, XII duca di Hamilton, ma sulla base delle condizioni sopracitate (punto n. 2) i titoli passarono invece al fratello minore di questi, Lord Charles Hamilton, che succedette appunto come VII conte. Quando questi morì senza eredi nel 1886, i titoli tornarono al suo fratello maggiore, dal momento che non aveva altri fratelli a cui passarli, che secondo il regolamento divenne l'VIII conte. Quando anche questi morì senza eredi nel 1895, il ducato passò al suo cugino di quarto grado, Alfred Douglas-Hamilton, che divenne XIII duca di Hamilton e, dal momento che non possedeva altri fratelli, divenne contestualmente anche IX conte di Selkirk.
Quando questi morì nel 1940, il figlio primogenito Douglas Douglas-Hamilton, marchese di Douglas e Clydesdale, ereditò il ducato, ma la contea di Selkirk ed i suoi titoli sussidiari passarono (punto n.3 della convenzione sopra citata) al figlio secondogenito, Lord George Douglas-Hamilton, che divenne il X conte.
Alla morte del X conte nel 1994, sposato ma senza figli, i suoi titoli passarono (punto n.5 della convenzione citata) a suo nipote, Lord James Douglas-Hamilton, figlio secondogenito del XIV duca di Hamilton e fratello minore di Angus Douglas-Hamilton, XV duca di Hamilton, che gli succedette come XI conte.
All'epoca della sua successione, l'XI conte era Membro del Parlamento per la costituente di Edinburgh West, e preferì pertanto rinunciare ai propri titoli per rimanere nella Camera dei Comuni. Egli successivamente venne elevato alla Camera dei Lords con una parìa a vita come Barone Selkirk di Douglas, e servì anche come membro del parlamento scozzese. Suo erede (sulla base del punto n.4 della convenzione) è John Douglas-Hamilton, Lord Daer, Master di Selkirk.

## Conti di Selkirk (1646)
- William Douglas-Hamilton, I conte di Selkirk, jure uxoris III duca di Hamilton (1634–1694)
- Charles Douglas, II conte di Selkirk (1663–1739) (fratello minore del IV duca)
- John Hamilton, III conte di Selkirk (1664–1744) (fratello minore del II conte)
- Dunbar Douglas, IV conte di Selkirk (1722–1799) (nipote del fratello minore del III conte)
- Thomas Douglas, V conte di Selkirk (1771–1820) (figlio del IV conte)
- Dunbar James Douglas, VI conte di Selkirk (1809–1885) (figlio del V conte)
- Charles George Hamilton, VII conte di Selkirk (1847–1886) (fratello minore del XII duca di Hamilton)
- William Alexander Louis Stephen Douglas-Hamilton, XII duca di Hamilton, VIII conte di Selkirk (1845–1895) (fratello maggiore del VII conte)
- Alfred Douglas Douglas-Hamilton, XIII duca di Hamilton, IX conte di Selkirk (1862–1940) (cugino di quarto grado del XII duca)
- George Nigel Douglas-Hamilton, X conte di Selkirk (1906–1994) (fratello minore del XIV duca di Hamilton)
- James Alexander Douglas-Hamilton, XI conte di Selkirk (n. 1942) (fratello minore del XV duca di Hamilton; rinunciatario nel 1994)

L'erede apparente è il figlio primogenito di lord Selkirk, John Andrew Douglas-Hamilton, lord Daer (n. 1978).